# Türkische Militäroffensive in Nordsyrien 2019
Die türkische Militäroffensive in Nordsyrien seit 2019 ist eine militärische Operation der türkischen Streitkräfte in den nördlichen Provinzen Syriens während des andauernden Syrienkriegs. Die Militäroffensive ist Teil der türkischen Besetzung Nordsyriens seit 2016. Sie begann am 9. Oktober 2019 mit Luft- und Artillerieangriffen und wurde am folgenden Tag mit einem Einmarsch türkischer Bodentruppen und verbündeter Milizen auf syrisches Staatsgebiet fortgesetzt.
Die türkische Führung nannte den Einsatz „Operation Friedensquelle“ (türkisch Barış Pınarı Harekâtı) und bezeichnete ihn als legitime „Selbstverteidigung“ gegen eine angebliche terroristische Bedrohung. Von vielen Völkerrechtlern hingegen wurde der Angriff als völkerrechtswidrig verurteilt.

## Hintergrund und Vorgeschichte
1998 wurde das Adana-Abkommen zwischen der Türkei und Syrien abgeschlossen. Der türkische Präsident Recep Tayyip Erdoğan gab später an, dass man sich für die Offensive unter anderem auf dieses Abkommen berufe.
Nach Rebellionen in Syrien im Jahr 2011, die zum syrischen Bürgerkrieg führten, errangen die von kurdischen Milizen (YPG) dominierten Demokratischen Kräfte Syriens (SDF), die von der NATO, in der die Türkei selbst Mitglied ist, unterstützt werden, die Kontrolle über die an die Türkei grenzenden syrischen Gebiete, die vorher unter der Herrschaft der Terrororganisation Islamischer Staat gestanden hatten. Dort wurde die Demokratische Föderation Nord- und Ostsyrien etabliert. Dies wurde von der türkischen Regierung jedoch als Bedrohung empfunden, da sie die YPG als Ableger der PKK betrachtet, welche wiederum als Terrororganisation eingestuft wird, und ein autonomer Kurdenstaat aus Sicht der türkischen Regierung Autonomiebestrebungen in Regionen der Türkei stärken könnte, in denen mehrheitlich Kurden leben. Eine erste türkische Militäroffensive in Nordsyrien 2016/17 sollte die Entstehung eines zusammenhängenden Gebiets unter SDF-Kontrolle entlang der türkischen Grenze verhindern. 2017 folgte die türkische Militäroffensive im Gouvernement Idlib. Bei einer weiteren türkischen Invasion 2018 wurde Afrin erobert und eine Sicherheitszone eingerichtet.
Bereits im Dezember 2018 kündigte Präsident Recep Erdoğan einen Einmarsch in die von den SDF gehaltenen Gebiete östlich des Euphrats an, verschob die geplante Offensive dann aber auf die Zeit nach dem Abzug der US-Truppen. Dieser Abzug sollte ursprünglich 60 bis 100 Tage dauern. Im Januar 2019 gab der Nationale Sicherheitsberater John Bolton allerdings bekannt, dass für einen Truppenabzug die Sicherheit der US-Verbündeten in Syrien gewährleistet sein müsse. Ende Juli 2019 drohte die türkische Regierung erneut mit einem Einmarsch, nachdem zuvor Gespräche mit den USA über die Einrichtung einer Pufferzone gescheitert waren. Diese solle, so der Wunsch der türkischen Regierung, 30 bis 40 Kilometer breit sein; die USA wiesen die Einmarschpläne zurück und beschlossen zusammen mit der Türkei nach weiteren Verhandlungen die Schaffung eines Koordinierungszentrums zum Aufbau einer Sicherheitszone noch unbekannter Größe, was von der syrischen Regierung als Verletzung der syrischen Souveränität kritisiert wurde. Nach Angaben des türkischen Verteidigungsministeriums solle die Zone auch die Rückkehr syrischer Flüchtlinge aus der Türkei ermöglichen – die Rede ist von der Ansiedlung von bis zu drei Millionen Flüchtlingen –, weshalb in der deutschen Wochenzeitung Die Zeit vor der Möglichkeit von Vertreibungen und „ethnischer Flurbereinigung“ gewarnt wurde, wie sie schon in Afrin stattgefunden hätten.

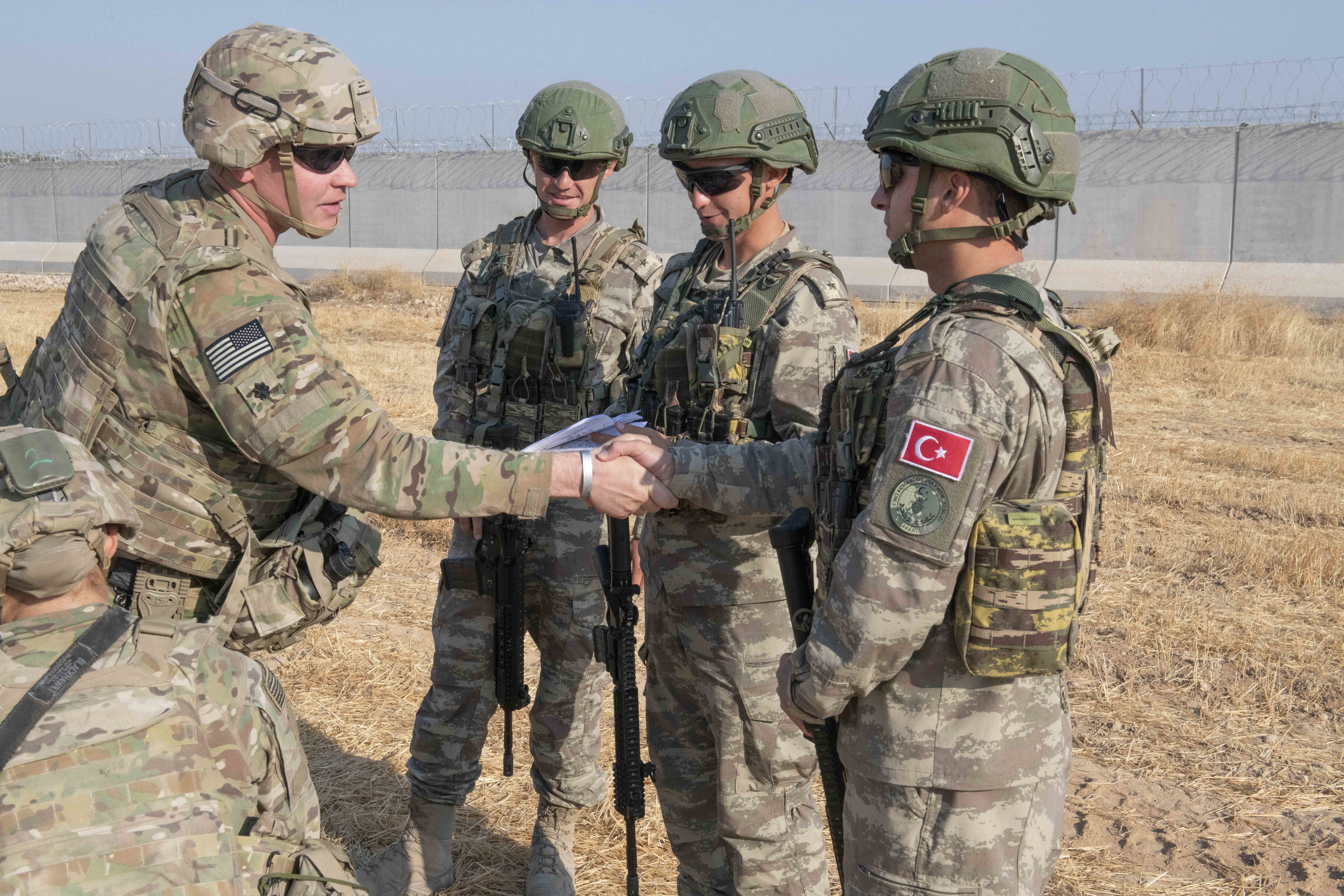
Gemeinsame US-amerikanische und türkische Patrouille am 4. Oktober 2019 in Nordsyrien

Ab September 2019 führten türkische und US-Truppen gemeinsame Patrouillen im syrischen Grenzgebiet zur Türkei durch. Nachdem es aber nicht zur Einrichtung einer Sicherheitszone gekommen war, kündigte Erdoğan am 5. Oktober erneut einen Einmarsch an. Am 7. Oktober zogen die USA auf Befehl Donald Trumps schließlich ihre Truppen aus dem Gebiet ab und verlegten sie größtenteils in den Irak. Sie kündigten zwar an, die geplante Militäroffensive nicht zu unterstützen und sich daran auch nicht zu beteiligen, jedoch soll US-Präsident Trump seinem Amtskollegen Erdoğan in einem Telefonat – ohne Absprache mit seinen Sicherheitsberatern – grünes Licht für die Offensive gegeben haben. Hieran gab es in den Vereinigten Staaten heftige Kritik, sowohl von den Demokraten als auch aus Trumps eigener Partei, den Republikanern, die dies als Verrat an den eigenen Verbündeten sahen. Die SDF selbst bezeichneten den Entschluss als „Dolchstoß“ in ihren Rücken. Trump wehrte sich gegen den Vorwurf, die Kurden im Stich gelassen zu haben, u. a. mit dem Argument, diese hätten nur gegen den IS gekämpft, um ihr eigenes Territorium zu erhalten, und den USA auch nicht im Zweiten Weltkrieg geholfen. Per Tweet kündigte er an, die türkische Wirtschaft zu „zerstören“, sollte die Türkei in Syrien „etwas tun, das ich in meiner großen und unvergleichlichen Weisheit als tabu betrachte“. Zudem gab er an, die Kurden weiter unterstützen zu wollen.

## Verlauf

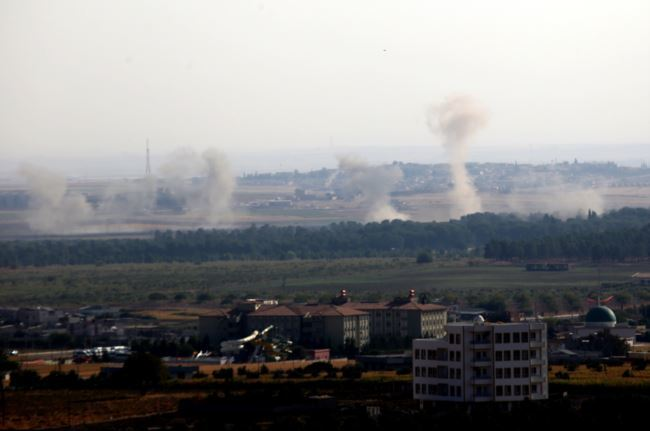
Kämpfe in der Grenzstadt Raʾs al-ʿAin am 10. Oktober 2019

Chronologie des Verlaufs der Frontlinie, ab Oktober 2019
gelb: kurdische Kräfte
grün: türkische Truppen
hellrot: syrische Truppen
dunkelrot: Irak

### 9. Oktober 2019 bis zur Waffenruhe
Die türkische Offensive mit dem Namen „Operation Friedensquelle“ begann am 9. Oktober 2019. In den Wochen davor hatten die türkischen Streitkräfte Truppen an der Grenze zu Syrien zusammengezogen. Auf der anderen Seite rief die Autonomieverwaltung der Region das „Volk aus allen ethnischen Gruppen auf, sich in die Gebiete an der Grenze zur Türkei zu bewegen, um Widerstand während dieser sensiblen historischen Zeit zu leisten“.
Türkische Artillerie- und Luftangriffe eröffneten die Offensive, dabei wurden nach SDF-Angaben auch zivile Ziele getroffen. Kurdische Behörden riefen als Reaktion die Generalmobilmachung aus. SDF-Kämpfer hoben Gräben aus, blockierten Straßen und bereiteten Reifenlager vor, um sie bei Bedarf in Brand zu setzen, damit der entstehende Rauch den von der Türkei verwendeten Drohnen die Sicht nimmt. Nach Aussagen des türkischen Verteidigungsministeriums hatte man 181 Stellungen im Grenzgebiet aus der Luft und mit Artillerie zur Vorbereitung der Bodenoffensive angegriffen. Analysten werteten die Angriffe aus und kamen zu dem Schluss, dass die Türken auf 300 km Länge und in eine Tiefe von bis zu 50 km hinter der syrischen Grenze Ziele bombardiert hatten.
Die Türken setzten bei der dann folgenden Bodenoffensive wieder auf Angehörige syrischer Islamistengruppen, die unter dem Sammelbegriff „Freie Syrische Armee“ die Vorhut der regulären türkischen Armee bildeten. Das türkische Verteidigungsministerium verkündete noch am 10. Oktober, dass man mit türkischen Bodentruppen und verbündeten Milizen nach Syrien in das Gebiet östlich des Euphrats einmarschiert sei. Kurdische Stellen bestätigten zahlreiche Angriffe und gaben ihrerseits an, einen Vorstoß türkeitreuer Bodentruppen bei Tall Abyad abgewiesen zu haben. Amerikanische Truppen veranlassten unterdessen offenbar die Verlegung ausgewählter IS-Kämpfer aus dem von Kurden bewachten Gefangenenlager bei al-Haul, um eine mögliche Flucht der Kämpfer im Durcheinander der türkischen Offensive zu verhindern. Verschiedene Seiten warnten vor einem Wiedererstarken des IS – unter anderem durch Gefängnisausbrüche – im Gefolge des türkischen Angriffs, der die SDF dazu veranlasste, Anti-IS-Operationen einzustellen und militärisches Personal nach Norden zu verlegen. IS-Schläferzellen hätten ebenfalls bereits Angriffe gestartet, und befreite IS-Angehörige könnten sich auf den Weg nach Europa machen oder von der Türkei für den Kampf gegen die SDF rekrutiert werden. Das UNO-Hochkommissariat für Flüchtlinge berichtete, dass zehntausende Zivilisten vor den Kämpfen fliehen würden, und mehrere Hilfsorganisationen warnten vor der Unterbrechung von Hilfsleistungen an 1,65 Millionen im Norden und Osten Syriens lebende Flüchtlinge.
Die kurdische Führung rief die EU und die Vereinigten Staaten dazu auf, sie nicht im Stich zu lassen. In einer Erklärung hieß es: „Wer uns nicht hilft, der unterstützt die Offensive.“
In Manbidsch, westlich des Euphrats, war zunächst noch ein amerikanisches Truppenkontingent präsent, und Beobachter schätzten, dass syrische Regierungstruppen versuchen würden, die Stadt vor den Türken zu besetzen, sollten die Amerikaner abziehen. In der Nacht vom 11. auf den 12. Oktober teilte das Pentagon mit, dass in Syrien stationierte US-Truppen offenbar von türkischer Artillerie beschossen worden seien. Die Türkei dementierte und verteidigte ihr Vorgehen; der Angriff habe kurdischen Terroristen gegolten.
Am 12. Oktober gaben türkische Stellen die Besetzung der Stadtmitte der Grenzstadt Raʾs al-ʿAin durch verbündete Milizen bekannt. Weiter seien 14 Dörfer „befreit“ worden. Aktivisten der Syrischen Beobachtungsstelle für Menschenrechte (SOHR) meldeten neun Zivilisten, die offenbar von türkeitreuen Milizen ermordet wurden, darunter nach kurdischen Angaben die Lokalpolitikerin Hevrin Khalaf von der Future Syria Party. Das UNO-Hochkommissariat für Menschenrechte verlangte von der Türkei, Berichte zu untersuchen, denen zufolge Kämpfer der mit ihr verbündeten Miliz Ahrar al-Scharkija sich selbst dabei gefilmt hatten.
Am 13. Oktober wurde nach Angaben der SOHR und kurdischer Milizen der Ort Raʾs al-ʿAin durch Kämpfer der SDF zu großen Teilen zurückerobert. Im Ort Suluk nahe Tal Abjad hingegen seien türkische Truppen und FSA-Kämpfer vorgerückt. Die Zahl der durch die Kämpfe Vertriebenen stieg nach Angaben des UNO-Büros zur Koordinierung humanitärer Angelegenheiten auf 130.000 Menschen an. Die UNO rechnete damit, dass durch die Kämpfe insgesamt bis zu 400.000 Syrer ihre Heimat verlieren könnten. Nach kurdischen Angaben flohen 750 Frauen und Kinder, die dem IS nahestehen und im Lager Ain Issa von Kurden bewacht wurden, als türkisches Artilleriefeuer in der Nähe niederging. SOHR-Aktivisten setzten die Zahl der Geflohenen mit etwa 100 deutlich niedriger an. Am selben Tag wurde berichtet, dass sich die SDF mit der syrischen Regierung darauf geeinigt hätten, die syrische Armee innerhalb von zwei Tagen in Kobanê und Manbidsch einrücken zu lassen, um der türkischen Invasion zu begegnen. Kurdische Kämpfer verhinderten nun nach US-Angaben, dass amerikanische Soldaten weitere IS-Kämpfer aus den von Kurden bewachten Gefängnissen fortschaffen konnten. Im Gegenzug hätten sich die SDF verpflichten müssen, bald darauf für die syrische Regierung gegen die ebenfalls von der Türkei unterstützten Rebellen in Idlib zu kämpfen.

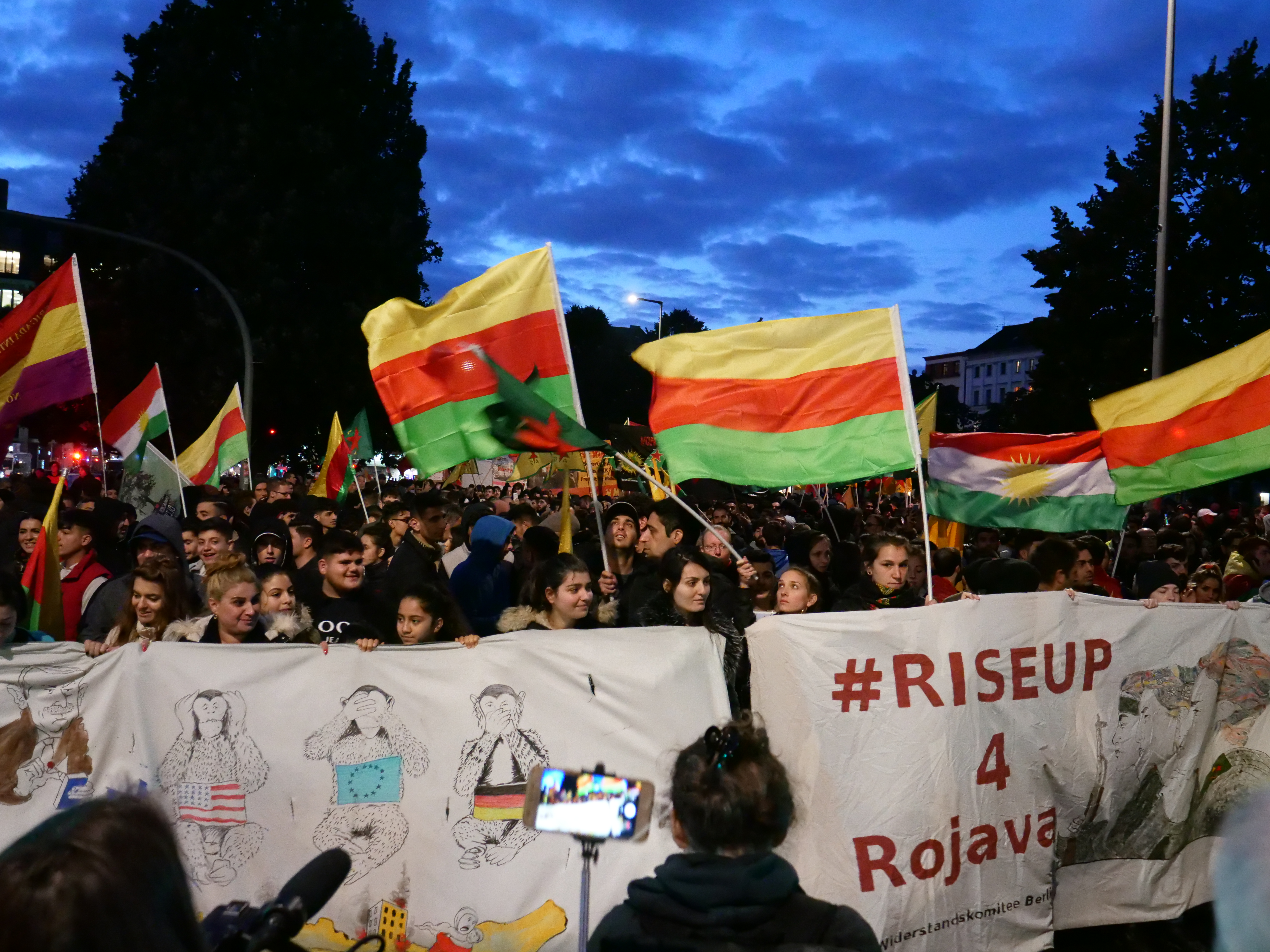
Demonstration in Berlin gegen den Einmarsch der Türkei in Nordsyrien am 10. Oktober 2019

Am 14. Oktober erhielten die rund 1000 noch in Nordsyrien stationierten US-Truppen den Befehl, das Land zu verlassen. Syrische Regierungstruppen rückten zugleich in mehrere bisher von den SDF gehaltene Städte ein.
Am 15. Oktober sollen nach Angaben der SOHR Einheiten der SDF Raʾs al-ʿAin und das Dorf Tall Halaf vollständig zurückerobert haben. Protürkische Einheiten behaupteten hingegen, dass die Kämpfe noch andauerten. Das russische Verteidigungsministerium gab am selben Tag bekannt, dass von nun an eigene Truppen im Kurdengebiet patrouillieren würden. Im nordöstlichen Teil von Manbidsch nahmen russische Militärpolizisten demnach in Abstimmung mit der Regierung von Baschar al-Assad und auch der Türkei ihre Arbeit auf. Manbidsch selbst sei völlig unter Kontrolle der syrischen Regierung. Bei einem Luftangriff auf einen zivilen Konvoi am 15. Oktober wurden zwei Journalisten getötet, mindestens acht weitere wurden verletzt. Die Türkei wurde von der Organisation Reporter ohne Grenzen aufgefordert, die Resolutionen des UNO-Sicherheitsrats von 2006 und 2015 zum Schutz von Journalisten in bewaffneten Konflikten einzuhalten.
Am 16. Oktober nahmen türkische Truppen die Stadt Ain Issa unter Beschuss. Zwei syrische Soldaten starben dabei, weitere wurden verletzt. Die USA bestätigten, dass sich ihre Truppen aus der Metropole ar-Raqqa und von der Tabqa-Talsperre zurückgezogen hätten.

### Waffenruhe ab dem 17. Oktober
Am 17. Oktober einigten sich die Türkei und die USA auf eine Waffenruhe ab 22 Uhr. Laut US-Vizepräsident habe man mit der Türkei ausgehandelt, dass diese alle militärischen Aktionen in Syrien für fünf Tage unterbricht. In dieser Zeit sollen die Truppen der YPG das Gebiet räumen. Nach Ablauf der Frist sei der Weg für die Errichtung einer türkischen Sicherheitszone frei. YPG-Angaben zufolge soll der Rückzug allerdings nur aus dem 100 km langen Gebiet zwischen Tall Abyad und Raʾs al-ʿAin erfolgen, während die Türkei ihre „Sicherheitszone“ entlang der gesamten Grenze einrichten will, an der zu diesem Zeitpunkt teilweise bereits syrische Regierungstruppen und russische Militärpolizei stationiert waren. Die Verhandlungen sollen deshalb fortgesetzt werden.
Die Gefechte in Nordsyrien gingen am 18. Oktober trotz der Vereinbarung von Ankara weiter. Die Syrische Beobachtungsstelle für Menschenrechte meldete Kämpfe in der Grenzstadt Raʾs al-ʿAin. Bei einem türkischen Luftangriff in der Gegend starben demnach 14 Zivilisten. Die Türkei und die YPG beschuldigten sich gegenseitig, die Waffenruhe verletzt zu haben. Nach Angaben des türkischen Verteidigungsministeriums wären kurdischen Milizen an 14 Orten gegen die Türken vorgerückt. Die YPG hingegen beschuldigte die Türkei, die Räumung des Gebietes gezielt zu verhindern, indem zum Beispiel kurdische Kräfte bei der Evakuierung von Gefangenen und Verwundeten gestört würden. Präsident Erdoğan drohte, dass „Die Türkei die Köpfe der Rebellen zerquetschen“ werde, sollten diese sich nach Ablauf der Frist immer noch im von der Türkei als Sicherheitszone proklamierten Gebiet aufhalten.
Am 20. Oktober wurde berichtet, dass sich die SDF aus Raʾs al-ʿAin zurückgezogen hätten.

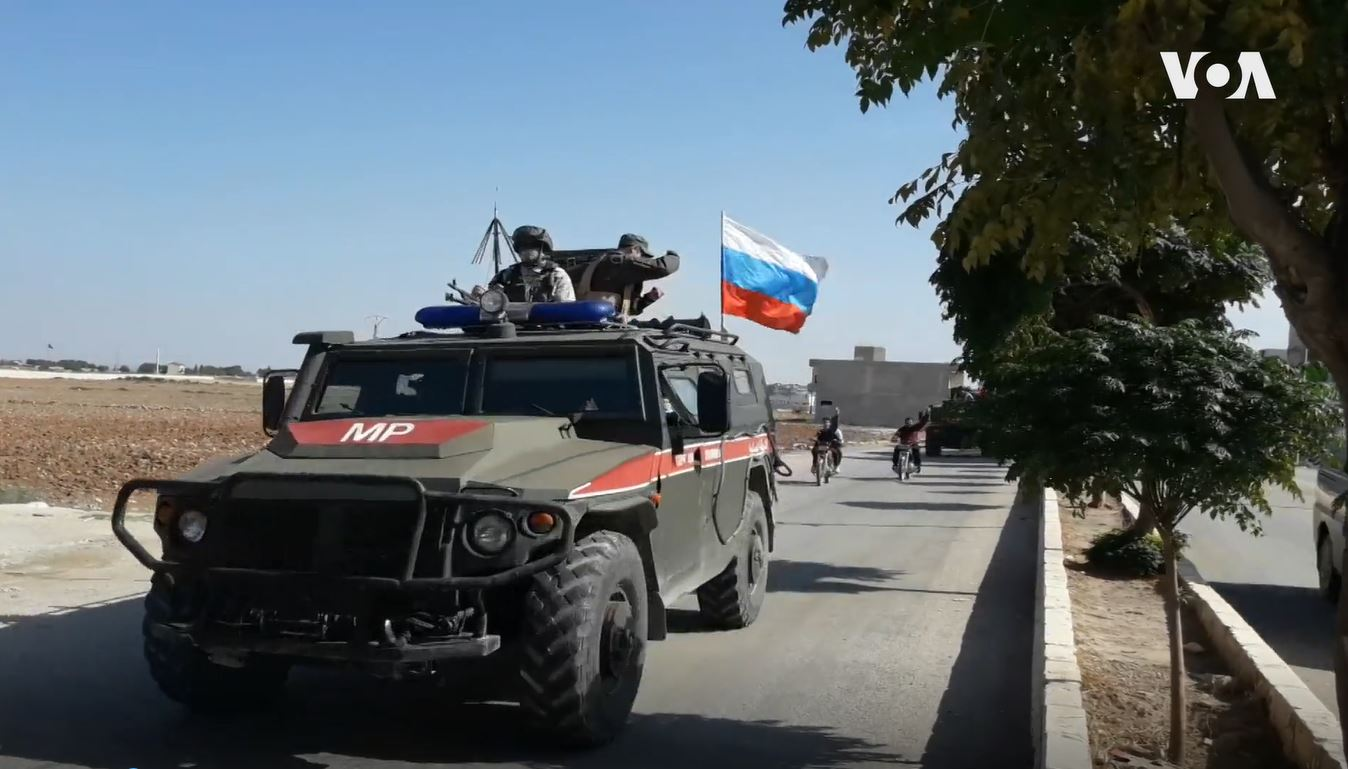
Russische Militärpolizei am 24. Oktober in Kobanê

 Am 22. Oktober einigten sich Russland und die Türkei darauf, die Waffenruhe um 150 Stunden, beginnend am 23. Oktober um 12 Uhr, zu verlängern und nach dem Rückzug der SDF-Truppen mit gemeinsamen Patrouillen in der Grenzregion zu beginnen. Russland garantierte am 23. Oktober kurdischen Zivilisten in nordsyrischen Grenzregionen Sicherheit. Das habe der russische Verteidigungsminister Sergei Schoigu dem kurdischen Militärkommandeur Maslum Abdi in einem Telefongespräch versprochen, teilte das Verteidigungsministerium mit. Abdi zeigte sich demnach dankbar für die russische Hilfe. Der russische Präsidentensprecher Dmitri Peskow riet syrisch-kurdischen Kämpfern, sich dem türkisch-russischen Abkommen gemäß zurückzuziehen. Andernfalls würden sich russische und syrische Soldaten zurückziehen und „die verbliebenen kurdischen Einheiten würden von der türkischen Armee niedergewalzt.“ Während der verlängerten Waffenruhe kam es weiterhin zu Kämpfen, wobei türkische und türkisch unterstützte Truppen mehrere Ortschaften eroberten, die von der syrischen Armee und den SDF gehalten worden waren, und damit erstmal zur direkten Konfrontation zwischen der Türkei und Syrien. Auch Michael Wilk bestätigte den Fortgang der Kämpfe „es gab keine Waffenruhe. Wir hatten die ganze Zeit über Schwerverletzte, Sterbende, auch Tote- sowohl unter den Selbstverteidigungseinheiten als auch unter der Zivilbevölkerung“.
Am 31. Oktober wurde berichtet, dass es im äußersten Nordosten von Syrien wieder eine US-Patrouille an der türkischen Grenze gegeben hätte. Gemeinsame russisch-türkische Patrouillen begannen am 1. November. Vorher hatte die Türkei gefangengenommene syrische Regierungssoldaten an Russland übergeben. Eine Autobombenexplosion forderte am 2. November in Tall Abjad mindestens 15 Todesopfer.

## Reaktionen und Kritik außerhalb der Türkei
Am 11. Oktober 2019 forderte der türkische Außenminister Mevlüt Çavuşoğlu Solidarität von den anderen Mitgliedern der NATO. Allerdings wird außerhalb der Türkei die Offensive weitestgehend negativ bewertet, da die türkische Regierung ohne Mandat des UNO-Sicherheitsrats in den Krieg zog. Des Weiteren werden die Kurden vor allem im Westen als wichtige Garanten des Friedens in der Region betrachtet. Auch die Sorge, dass der IS durch das allgemeine Chaos in einem Krieg wiedererstarken könnte, ist international groß. Frankreich reagierte auf Çavuşoğlus Forderung mit der Drohung, EU-Sanktionen gegen die Türkei zu verhängen. Der stellvertretende deutsche Botschafter bei der UNO, Jürgen Schulz, warnte im Zusammenhang mit der Offensive vor einem Flächenbrand in der Region.
Die meisten deutschen Völkerrechtler stuften die türkische Invasion als völkerrechtswidrig ein. Auch in deutschsprachigen Medien wurde die Invasion in der Regel als völkerrechtswidrig kritisiert.

### Syrische Regierung
Die syrische Regierung von Baschar al-Assad lehnte Verhandlungen mit den SDF zunächst ab. Ein stellvertretender syrischer Minister erklärte der Presse, dass man nicht mit bewaffneten Gruppen spreche, die ihr Land verraten und Verbrechen dagegen begangen hätten. Mit Gruppen, die Geiseln ausländischer Mächte in Syrien seien, könne man keinen Dialog akzeptieren. Es werde in Syrien niemals einen Brückenkopf für US-amerikanische Agenten geben.
Am 13. Oktober 2019 jedoch kam es zwischen Vertretern der syrischen Kurden und der Regierung zu einer Vereinbarung. Nachdem Vertreter der Kurden die Regierungstruppen baten, nach Nordsyrien zurückzukehren, um gemeinsam die türkische Invasion abzuwehren, willigte die syrische Regierung ein. Seitdem rücken an verschiedenen Stellen der Front syrische Truppen in das kurdische Gebiet ein.

### USA

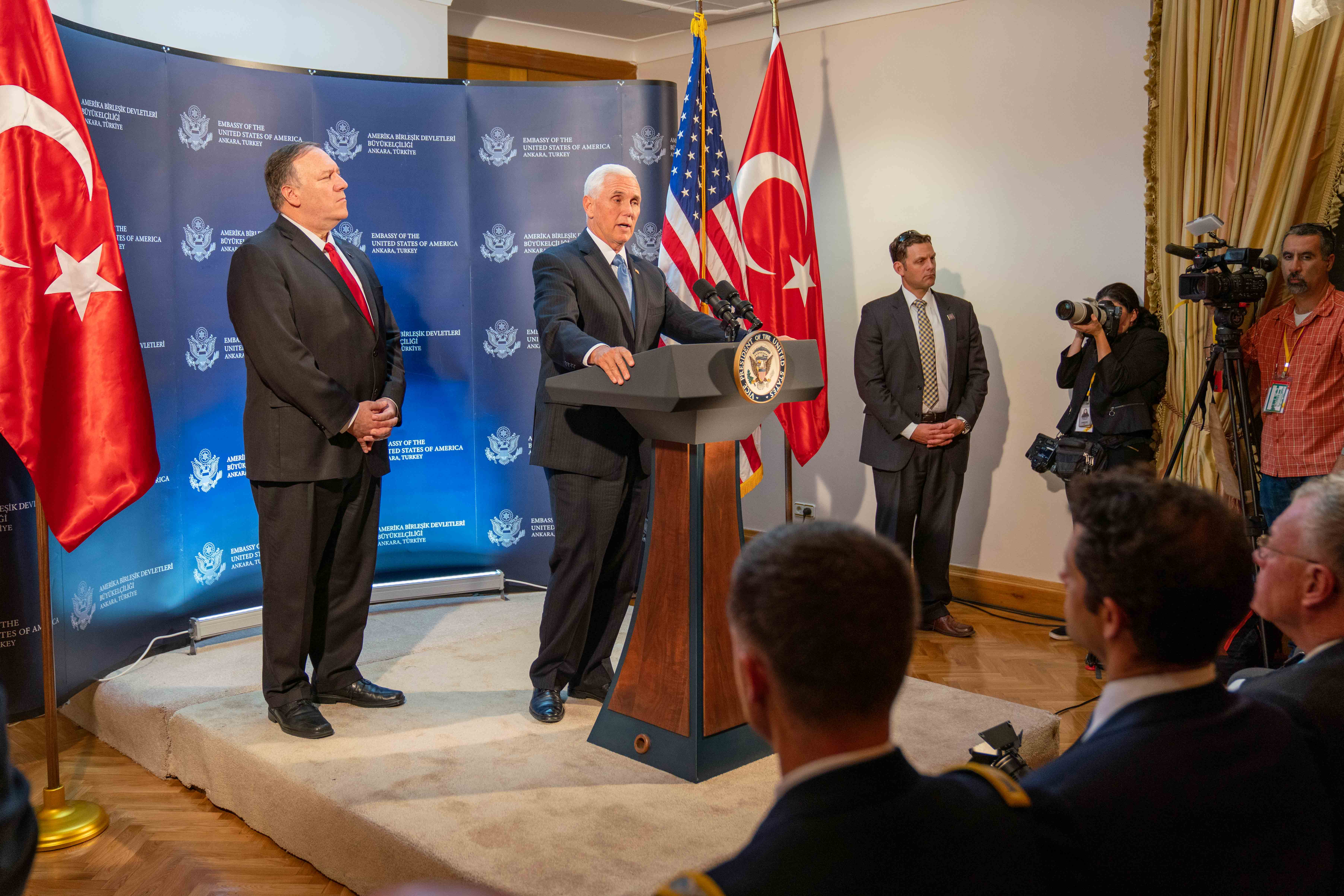
Mike Pompeo und Mike Pence am 17. Oktober in Ankara

Scharfe Kritik an Trumps Vorgehen, US-Truppen aus Syrien abzuziehen, kam von Politikern der Demokraten, jedoch auch von Republikanern im Senat, wie dem „eigentlich als trumployal geltenden“ (Tagesspiegel) Senator Lindsey Graham. Er sagte, Trumps Position sei die der US-Politik vor den Anschlägen des 11. Septembers 2001, der zufolge die USA die Entwicklung in anderen Ländern nichts angehe. Wenn er so weiter mache, würde das der größte Fehler seiner Präsidentschaft. Der republikanische Mehrheitsführer im US-Senat, Mitch McConnell bewertete den Abzug von US-Truppen aus Syrien als einen schweren strategischen Fehler. Dies mache Amerika unsicherer, stärke die Feinde der USA und schwäche wichtige Partner. „Die Kombination aus einem Rückzug der USA und den eskalierenden Feindseligkeiten zwischen Türken und Kurden schafft einen strategischen Alptraum für unser Land.“ Der Kampf der USA gegen den Islamischen Staat und andere Terroristen sei zurückgeworfen worden.
Führer und prominente Mitglieder christlicher Gruppierungen in den USA, die zum konservativen Lager gezählt werden, wie Franklin Graham, Andrew Brunson, Erick Erickson oder Fernsehprediger Pat Robertson (Mitgründer der Christian Coalition of America), äußerten offen Kritik oder verurteilten gar die Entscheidung des US-Präsidenten zum Truppenabzug. Sie fürchten in erster Linie, dass christliche Minderheiten in der Region ohne Schutz der Kurden einem erstarkenden IS zum Opfer fallen könnten.
Das US-Verteidigungsministerium forderte am Abend des 11. Oktober 2019 den Rückzug aller türkischen Truppen aus Syrien. Bereits am 13. Januar 2019 hatte Präsident Donald Trump der Türkei per Tweet mit der „ökonomischen Zerstörung“ gedroht, falls sie „gegen die Kurden zuschlage“. Am 11. Oktober 2019 bekräftigte der US-amerikanische Finanzminister Steven Mnuchin Trumps Drohung mit den Worten: „Wenn wir müssen, können wir die türkische Wirtschaft stilllegen.“
Am 14. Oktober 2019 kündigte die US-Regierung an, laufende Handelsvertragsgespräche mit der Türkei abzubrechen und auf Stahlimporte aus der Türkei einen 50 Prozent höheren Strafzoll zu verlangen. Zudem fror die US-Regierung Konten des türkischen Verteidigungsministers Hulusi Akar, des Energieministers Fatih Dönmez sowie des Innenministers Süleyman Soylu ein, teilte das US-Finanzministerium mit. Das türkische Verteidigungsministerium und das Energieministerium seien ebenfalls mit Sanktionen belegt worden.
Die infolge der Offensive in Kraft getretenen Wirtschaftssanktionen der USA gegen die Türkei wurden am 23. Oktober 2019 aufgehoben.

### Europa

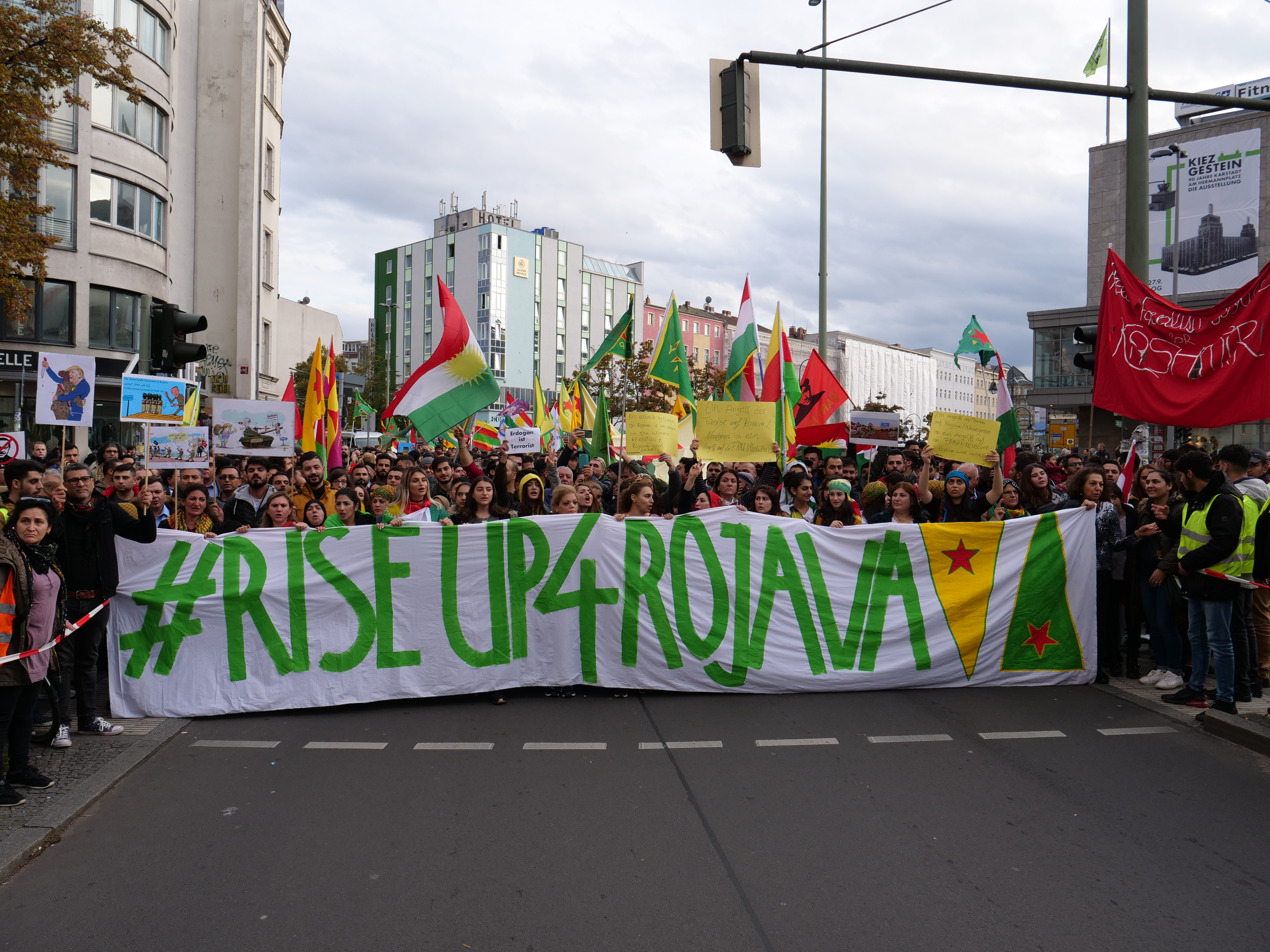
Demonstration im Rahmen einer internationalen Solidaritätskampagne mit YPG/YPJ am 12. Oktober 2019 in Berlin

In verschiedenen europäischen Städten kam es zu Demonstrationen gegen den türkischen Einmarsch, so beteiligten sich am 12. Oktober in Köln 10.000 und in Paris 20.000 Menschen an den Protesten, weitere größere Demonstrationen gab es am 19. Oktober.
Die Wissenschaftlichen Dienste des Deutschen Bundestages urteilen, dass sich „[i]m Ergebnis […] selbst bei großzügiger Auslegung des Selbstverteidigungsrechts eine akute Selbstverteidigungslage im Sinne des Art. 51 VN-Charta zugunsten der Türkei nicht erkennen“ lasse. „Mangels erkennbarer Rechtfertigung stellt die türkische Offensive im Ergebnis offensichtlich einen Verstoß gegen das Gewaltverbot aus Art. 2 Ziff. 4 VN-Charta dar.“ Es sei sogar möglich, „Vorermittlungen gegen den türkischen Präsidenten Erdoğan wegen der Militäroperation ‚Friedensquelle‘“ einzuleiten, „sofern der VN-Sicherheitsrat gemäß Art. 13 lit. b) des  Römischen Statuts den Fall an den IStGH überweisen sollte.“
Die im UNO-Sicherheitsrat vertretenen europäischen Staaten (Vereinigtes Königreich, Frankreich, Belgien, Deutschland und Polen) beantragten eine Sondersitzung, um über das Vorgehen bezüglich der Offensive zu beraten.
Am 10. Oktober 2019 stoppte die norwegische Regierung Waffenexporte an die Türkei, dem schlossen sich in den folgenden Tagen die Niederlande, Schweden, Finnland, Frankreich und Deutschland an, das Waffenexporte in die Türkei nach Angaben der Bundesregierung bereits seit 2016 sehr restriktiv handhabt. Am 14. Oktober verurteilten die EU-Außenminister in einer einstimmigen Erklärung die türkische Invasion und riefen die EU-Mitgliedsstaaten dazu auf, Waffenexporte in die Türkei zu stoppen.
Bei einem Telefonat am 13. Oktober 2019 forderte die deutsche Bundeskanzlerin Angela Merkel den türkischen Präsidenten Erdoğan auf, die Operation umgehend zu stoppen, da ein Wiedererstarken des Islamischen Staates und eine weitere Destabilisierung der Region drohe. Nach dem Telefonat mit Merkel kritisierte Erdoğan den deutschen Waffenexportstopp öffentlich und fragte, ob Deutschland auf der Seite der Türkei oder auf der der „Terrororganisation“ stehe.

### Internationale Organisationen
Am 14. Oktober 2019 traf sich der Rat der Außenminister der EU. Die Minister konnten sich nicht auf gemeinsame Schritte der EU gegen die Türkei einigen. Das Europäische Parlament sprach sich am 24. Oktober 2019 in einer Resolution mit großer Mehrheit für eine Schutzzone unter Aufsicht der Vereinten Nationen in Nordsyrien aus. Die Pläne der Türkei, an der Grenze im Nordosten Syriens eine Sicherheitszone einzurichten, lehnten die EU-Abgeordneten ab. Das US-türkische Abkommen für eine vorläufige Waffenruhe könnte nach Ansicht des Parlaments zudem eine Besetzung Nordsyriens durch die Türkei legitimieren.
Der UNO-Sicherheitsrat erwies sich bei seiner Sitzung am 11. Oktober als unfähig, einen Beschluss zum türkischen Angriff zu fassen. Eine offizielle Verlautbarung nach dem Ende der Ratssitzung blieb aus. Die US-Vertreterin Kelly Craft teilte mit, dass man die Türkei nicht zu dem Angriff ermächtigt habe und reagieren werde, wenn die Türkei „zu weit“ gehe. Der Vertreter Russlands Wassili Nebensja bestand auf einem weiter gefassten Ansatz, der den größeren Rahmen des gesamten Krieges betreffen müsse und nicht nur die türkische Offensive.
Amnesty International wirft den türkischen Streitkräften und den verbündeten syrischen bewaffneten Gruppen während der Offensive in Nordostsyrien schwere Menschenrechtsverletzungen und Kriegsverbrechen vor. Dazu gehören rechtswidrige Angriffe auf Wohngebiete, bei denen Zivilpersonen getötet und verwundet worden seien.
Der Generalsekretär der Arabischen Liga, Aboul Gheit, bezeichnete die Pläne der Türkei, einen Sicherheitsstreifen zu schaffen, in dem in der Türkei untergebrachte Flüchtlinge angesiedelt werden sollen, als mögliche ethnische Säuberung und kritisierte auch die Verwendung von Flüchtlingen als Drohmittel gegen Europa.

## Reaktionen innerhalb der Türkei

### Parteien
Von den größeren (Oppositions-)Parteien, die im türkischen Parlament vertreten sind, wurde die Operation größtenteils unterstützt. Die HDP hingegen verurteilte die Operation und nannte sie einen „extrem gefährlichen und falschen Schritt“. Die Parteivorsitzenden Meral Akşener, Kemal Kılıçdaroğlu und Devlet Bahçeli wurden von Erdoğan nach Beginn umgehend informiert. Jedoch sprachen sich CHP und IYI dafür aus, den Dialog mit Assad zu suchen, und kritisierten zudem Erdoğans Außenpolitik. Am 14. Oktober 2019 traf sich Verteidigungsminister Hulusi Akar mit den Parteispitzen von CHP, MHP und IYI und informierte diese über die Fortschritte.

### Reaktionen des türkischen Staats auf Kritik
Ein Journalist der Tageszeitung BirGün wurde wegen Volksverhetzung festgenommen, nachdem er kritisch über die Offensive berichtet und dabei zivile Opferzahlen genannt hatte.
Die türkischen Behörden leiteten zum Beginn der Offensive etwa 80 Ermittlungsverfahren gegen Personen ein, die „feindliche Propaganda“ verbreitet haben sollen. Kurz darauf wurde der Chefredakteur der Internet-Zeitung Diken, die darüber berichtet hatte, festgenommen. Bis zum 11. Oktober stieg die Zahl der Verhaftungen auf 121 und die der Ermittlungsverfahren auf fast 500. Bis zum 15. Oktober waren auch vier Bürgermeister der prokurdischen HDP wegen „Terrorverdachts“ festgenommen worden.
Präsident Erdoğan drohte wiederholt mit der Öffnung der türkischen Grenzen nach Europa für syrische Flüchtlinge, sollte die EU versuchen, die Militäroffensive als Invasion darzustellen.

### Sympathiebekundung türkischer Fußballer
Nach Abschluss eines Spiels gegen Albanien in der Europameisterschafts-Qualifikation 2020 am 11. Oktober 2019 im Şükrü-Saracoğlu-Stadion in Istanbul reihte sich die türkische Fußballnationalmannschaft vor ihren Fans auf und zeigte kollektiv den militärischen Gruß als Unterstützungsbekundung für die Offensive in Nordsyrien. Hiervon postete der türkische Nationalspieler Cenk Tosun auf der Plattform Instagram ein Foto mit einem eindeutigen Unterstützungskommentar, das von den deutschen Nationalspielern Emre Can und İlkay Gündoğan geliket wurde. Später zogen beide ihre Likes wieder zurück, nachdem es zu großer öffentlicher Empörung gekommen war.
Auf den deutschen Amateurfußball schwappte das Thema über, weil es sofort Nachahmer in unteren Ligen fand. Die Landesverbände fürchteten eine Eskalation und warnten flächendeckend vor weiteren Nachahmern.

## Auswirkungen

### Geopolitische Auswirkungen
Eine entscheidende Rolle beim Auslösen der türkischen Offensive wird US-Präsident Donald Trump zugeschrieben, der offenbar impulsiv gehandelt hatte, als er dem türkischen Präsidenten Recep Erdoğan telefonisch grünes Licht für den Einsatz in Nordsyrien erteilte. Sowohl Russland als auch der Iran hatten zwar den türkischen Präsidenten zur Zurückhaltung aufgefordert, aber, so folgerte der britische Journalist Patrick Wintour im Guardian zu Beginn der türkischen Offensive, würden sie die impulsive Aktion des US-Präsidenten wohl nicht ungenutzt verstreichen lassen. Wladimir Putin werde es sich zumindest nicht nehmen lassen, die Aktion Trumps, die als Verrat der USA an den Kurden gesehen wird, auszuschlachten, um anderen US-Verbündeten aufzuzeigen, dass die Amerikaner sie im Stich lassen würden, sobald es ernst werde. Wintour verwies dabei insbesondere auf Saudi-Arabien, das im Streit mit dem mit Russland verbündeten Iran liegt. Weiter könne Putin aber auch eine Lösung des Gesamtkonflikts anstreben und ohne US-Einmischung den „Deal des Jahrhunderts“ zwischen Assads Syrien, der Türkei und den Kurden abschließen. Basierend auf dem dann wiederbelebten Adana-Abkommen zwischen Syrien und der Türkei von 1998 könnte die Regierung von Baschar al-Assad dabei Sicherheitsgarantien für die Türkei vor PKK-Angriffen aus Syrien abgeben, für diese Option habe Putin schon über Jahre geworben. Die USA hingegen hätten nicht erkannt, dass die Türkei seit den Zeiten Mustafa Kemal Atatürks ein starkes Interesse daran habe, dass es keine Form kurdischer Staatlichkeit in der Türkei und südöstlich ihrer Grenzen gebe.
Die Lage aus der Sicht der europäischen Staaten wurde in der Sendung Anne Will am 20. Oktober 2019 erörtert. Unwidersprochen blieben dabei die Aussagen, dass ein Problem darin bestehe, dass die große Mehrheit der Politiker in Europa, aber auch in den USA ein Interesse daran habe, dass die Türkei Mitglied der NATO bleibe und sich nicht weiter Russland annähere. Auch seien die Staaten der EU dadurch erpressbar, dass die Türkei das EU-Türkei-Abkommen vom 18. März 2016 kündigen bzw. ignorieren und Millionen Flüchtlinge aus Syrien auf den Weg in EU-Staaten schicken könne. Andererseits sei die Türkei tatsächlich ökonomisch ruinierbar, wenn die USA und andere westliche Staaten wirtschaftliche Sanktionen über sie verhängen würden. Tatsächlich nahm nach der Reise von Vizepräsident Mike Pence und Außenminister Mike Pompeo in die Türkei der Wert der türkischen Lira im Vergleich zum US-Dollar zu.
Andreas Rüesch folgerte aus dem Scheitern der Sitzung des EU-Ministerrats am 14. Oktober in der Neuen Zürcher Zeitung, dass die Schuld für das angerichtete Chaos nicht allein bei den USA liege. Die Amerikaner hätten zu Beginn des Jahres 2019 für eine von westlichen Truppen bewachte Zone in Nordsyrien geworben, doch das sei in Europa nur auf Desinteresse gestoßen. Dennoch sei der Schaden für die amerikanische Glaubwürdigkeit durch den fluchtartigen Abzug erheblich. Die Regierung von Baschar al-Assad könne nun weite Landesteile, einschließlich wichtiger Erdölquellen, vom SDF übernehmen und unter ihre Kontrolle bringen. Letztendlich würde wohl auch das von türkischen Truppen besetzte Gebiet zurück an Assad fallen, da der nun garantieren könne, dass es keinen kurdischen Staat an der türkischen Grenze geben werde. Den Triumph sieht Rüesch, wie andere Kommentatoren, bei Russland: Es sei gelungen, die Amerikaner aus dem Land zu treiben, sie international zu demütigen und die Türkei politisch zu isolieren.

### Flüchtlinge und Opferzahlen
Am 11. Oktober meldete das türkische Verteidigungsministerium, dass bisher 277 kurdische Kämpfer sowie ein türkischer Soldat getötet worden seien. Die türkische Armee habe sieben Grenzdörfer eingenommen, die bei ihrer Ankunft nahezu verlassen gewesen sein sollen. Das UNO-Menschenrechtsbüro teilte mit, dass türkische Truppen und ihnen nahestehende Milizen Angriffe auf zivile Ziele, etwa die Wasserversorgung oder Kraftwerke, durchführten. Bis zum 17. Oktober hatten die Kämpfe etwa 300.000 Menschen in die Flucht getrieben.

### Rolle des IS und Sorge vor seinem Wiedererstarken
Im Nordosten Syriens, innerhalb der Pufferzone, die die Türkei in Syrien besetzen will, befinden sich rund 50 Gefängnisse. 11.000 IS-Kämpfer sind dort in Haft, davon sind etwa 9000 syrischer oder irakischer Staatsangehörigkeit.
Dazu kommen noch weitere 73.000 Angehörige von IS-Kämpfern, Frauen und Kinder, die sich im Gebiet aufhalten, davon etwa 63.000 Syrer und Iraker.
Zu Beginn der Offensive konnten aus dem Gefängnis von Ain Issa syrischen Kurden zufolge mehr als 800 ausländische Kämpfer entkommen. US-amerikanische Truppen veranlassten die Verlegung ausgewählter IS-Kämpfer aus dem von Kurden bewachten Gefangenenlager bei al-Haul.